# Deutsche Gesellschaft zur Bekämpfung des Kurpfuschertums
Die Deutsche Gesellschaft zur Bekämpfung des Kurpfuschertums (DGBK) war eine 1903 gegründete private Vereinigung, die sich gegen die Kurierfreiheit richtete, welche in Deutschland von 1869/1872 bis zum Erlass des Heilpraktikergesetzes im Jahr 1939 gültig war. Die Vereinigung entstand nach dem Vorbild der Deutschen Gesellschaft zur Bekämpfung der Geschlechtskrankheiten (DGBG) und gilt als eine der Vorläuferorganisationen der Gesellschaft zur wissenschaftlichen Untersuchung von Parawissenschaften (GWUP).

## Geschichte

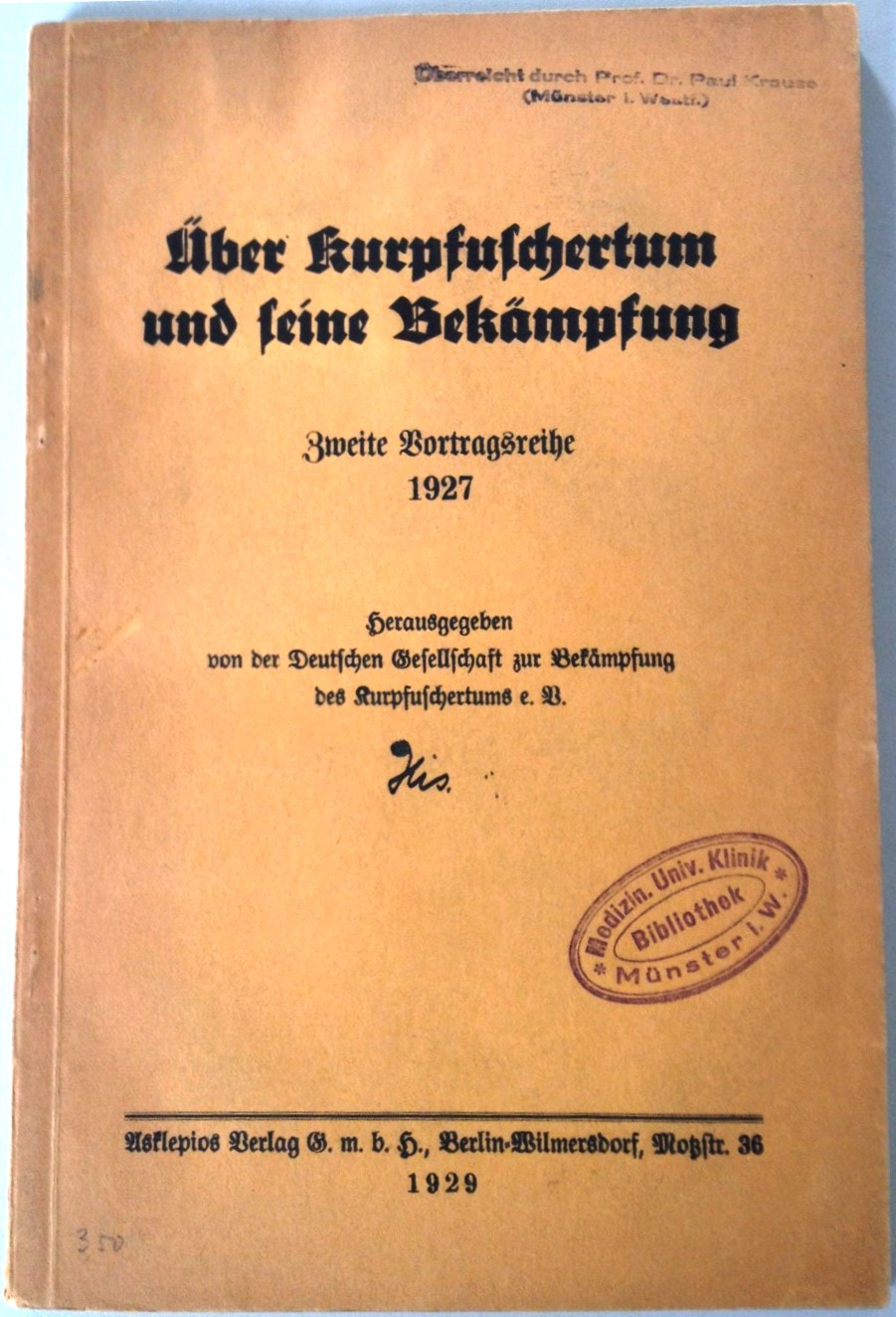
Über Kurpfurschertum und seine Bekämpfung (1929), ein von der DGBK herausgegebenes Buch.

In der Dachorganisation der Ärztevereine, dem Ärztlichen Vereinsbund, gab es ab 1899 eine ständige Kurpfuscher-Kommission. Nach der ersten Jahrestagung ab dem 14. Januar 1904 betrieb die von Carl Alexander gegründete DGBK Aufklärungsarbeit und wirkte an gesetzgeberischen Maßnahmen mit. Hierzu wurden verschiedene Kommissionen gebildet. Mit Flugschriften und Vorträgen wurden Laien und Fachleute belehrt. Man betrieb Lobby-Arbeit gegen die Naturheilkunde, Impfgegner sowie Ärzte, die Homöopathie praktizierten. Insbesondere wollte man das Volk vor nicht approbierten Laienheilern warnen. 1911 beteiligte sich die DGBK zusammen mit der DGBG an der Internationalen Hygiene-Ausstellung des Odol-Herstellers Karl August Lingner in Dresden, zu der andere Organisationen demonstrativ nicht eingeladen wurden. Hierzu gab es noch im Sommer 1911 eine Gegenveranstaltung unter dem Titel "Kongreß für Naturheilkunde und Volkswohlfahrt". Der Vereinigung gelang es, linke wie konservative Kräfte gleichermaßen zu bündeln und Wanderausstellungen zu organisieren. Zu einer Ausstellung in Ludwigshafen kamen 1927 53.000 zahlende Besucher.
1929 regte die DGBK die Schaffung eines Kurpfuschereiparagraphen an, um u. a. gewerbsmäßige Heildienste und Geburtshilfe ohne Approbation unter Strafe zu stellen.
Nach der Machtergreifung der Nationalsozialisten 1933 wurde die Zeitschrift Gesundheitslehrer 1934 eingestellt und die DGBK aufgelöst.

## Publikationen
- Gesundheitslehrer: Zeitschrift gegen Mißstände im Heilwesen für Ärzte und Behörden. Organ der Deutschen Gesellschaft zur Bekämpfung des Kurpfuschertums. (bis 1934)
- Heinrich Kantor: Freie Bahn für die Kurpfuscher? Springer-Verlag, Berlin und Heidelberg 1917. ISBN 9783662424667.
- Über Kurpfuschertum und seine Bekämpfung. Zweite Vortragsreihe 1927. Asklepios-Verlag, Berlin 1929.
- Kurpfuschereiverbot auch in Deutschland: Eine für den 21. Reichstagsausschuß (Reichsstrafgesetzbuch) bestimmte Vorlage für einen Kurpfuschereiparagraphen des Strafgesetzbuches. Asklepios-Verlag, Berlin 1929.